# Saison 2 d'Andi Mack
Chronologie
Saison 1
Cet article présente les épisodes de la deuxième saison de la série télévisée américaine Andi Mack, diffusée depuis le 27 octobre 2017 sur Disney Channel aux États-Unis.

## Distribution

### Acteurs principaux
- Peyton Elizabeth Lee : Andi Mack
- Joshua Rush : Cyrus Goodman
- Sofia Wylie : Buffy Duscoll
- Asher Angel : Jonah Beck
- Lilan Bowden : Rebecca « Bex » Mack
- Lauren Tom : Celia Mack

### Acteurs récurrents
- Stoney Westmoreland : Henry Mack
- Emily Skinner : Amber
- Garren Stitt : Marty
- Trent Garrett (en) : Bowie Quinn

## Production
La série a été renouvelée pour une seconde saison le 25 mai 2017, et sera diffusée pour la première fois le 27 octobre 2017 sur Disney Channel USA.
Une semaine avant la diffusion du premier épisode de la deuxième saison, le clip-vidéo de la chanson du générique interprétée par Sabrina Carpenter a été publiée sur YouTube.
Le 25 octobre, TVLine révèle que dans cette saison, le personnage de Cyrus réalisera qu'il a des sentiments pour Jonah, faisant de lui le premier personnage homosexuel de l'histoire de Disney Channel,.

## Liste des épisodes

### Épisode 1 : Qui veut de la pizza? (Hey, Who Wants Pizza?)
- États-Unis : 27 octobre 2017 sur Disney Channel
- France : 26 et 27 mars 2018 sur Disney Channel

- États-Unis : 1,62 million de téléspectateurs[5]

Partie 1 : Andi attend avec impatience que Bowie fasse sa demande en mariage à Bex mais celui-ci n'est pas sûr que ce soit le bon moment.

### Épisode 2 : Le Nouvel An chinois (Chinese New Year)
- États-Unis : 3 novembre 2017 sur Disney Channel
- France : 28 mars 2018 sur Disney Channel

- États-Unis : 1,66 million de téléspectateurs[6]

### Épisode 3 : Des amis en Or (Friends Like These)
- États-Unis : 10 novembre 2017 sur Disney Channel
- France : 29 mars 2018 sur Disney Channel

- États-Unis : 1,40 million de téléspectateurs[7]

### Épisode 4 :  Maman (Mama)
- États-Unis : 17 novembre 2017 sur Disney Channel

- États-Unis : 1,58 million de téléspectateurs[8]

### Épisode 5 : Le Serpion (The Snorpion)
- États-Unis : 24 novembre 2017 sur Disney Channel

- États-Unis : 1,18 million de téléspectateurs[9]

### Épisode 6 : titre français inconnu (I Wanna Hold Your Wristband)
- États-Unis : 1er décembre 2017 sur Disney Channel

- États-Unis : 1,45 million de téléspectateurs[10]

### Épisode 7 : titre français inconnu (Head Over Heels)
- États-Unis : 15 janvier 2018 sur Disney Channel

- États-Unis : 1,31 million de téléspectateurs[réf. souhaitée]

### Épisode 8 : titre français inconnu (There's a Mack in the Shack)
- États-Unis : 19 janvier 2018 sur Disney Channel

- États-Unis : 1,28 million de téléspectateurs[réf. souhaitée]

### Épisode 9 : titre français inconnu (You're the One That I Want)
- États-Unis : 26 janvier 2018 sur Disney Channel

- États-Unis : 1,28 million de téléspectateurs[réf. souhaitée]

### Épisode 10 : titre français inconnu (A Good Hair Day)
- États-Unis : 2 février 2018 sur Disney Channel

- États-Unis : 1,21 million de téléspectateurs[réf. souhaitée]

### Épisode 11 : titre français inconnu (Miniature Gulf)
- États-Unis : 9 février 2018 sur Disney Channel